# Hej-hop! Hej-hop!
Hej-hop! Hej-hop! (ros. Раз, два — дружно!) – radziecki krótkometrażowy film animowany z 1967 roku w reżyserii Władimira Połkownikowa. Na podstawie scenariusza Władimira Sutiejewa.

## Obsada (głosy)
- Aleksiej Konsowski jako Łoś
- Aleksandra Panowa jako Sroka
- Marija Winogradowa jako Mrówka
- Anastasija Gieorgijewska jako Zajączka
- Jewgienij Wiesnik jako Jeżyk
- Gieorgij Wicyn jako Zajączek; Wilk jednouchy
- Stiepan Bubnow jako Szary Wilk
- Anatolij Papanow jako Kucy Wilk
- Kłara Rumianowa jako Myszka; Żabka
- Wiaczesław Niewinny jako Wiewiórka

## Animatorzy
Marina Rogowa, Jurij Butyrin, Nikołaj Fiodorow, Olga Orłowa, Natalija Bogomołowa, Leonid Nosyriew, Antonina Aleszyna, Rienata Mirienkowa